# Knooppunt Loncin
De verkeerswisselaar van Loncin is een Belgisch knooppunt tussen de A3/E40, de A15/E42 en de A602/E25 in Loncin. Het is de grootste verkeerswisselaar van België in oppervlakte. Het verkeer tussen de E42 en de E25 wisselt zich uit net voor men op het knooppunt komt.

## Richtingen knooppunt
| Aansluitende wegen | Aansluitende wegen                     | Aansluitende wegen | Aansluitende wegen | Aansluitende wegen        |
| ------------------ | -------------------------------------- | ------------------ | ------------------ | ------------------------- |
|                    |                                        |                    |                    |                           |
|                    |                                        |                    |                    |                           |
| richting Brussel   | richting Antwerpen / Aken / Maastricht |                    |                    |                           |
|                    |                                        |                    |                    |                           |
| richting Namen     |                                        |                    |                    | richting Luik / Luxemburg |

Aalbeke · Antwerpen-Centrum · Antwerpen-Haven · Antwerpen-Noord · Antwerpen-Oost · Antwerpen-West · Antwerpen-Zuid · Arquennes · Battice · Beaufays · Beveren · Bois-d'Haine · Brugge · Cerexhe · Charleroi-Nord · Charleroi-Sud · Cheratte · Daussoulx · Destelbergen · Doornik · Familleureux · Fexhe-Slins · Gent-Centrum · Gouy · Grâce-Hollogne · Groot-Bijgaarden · Hautrage · Hauts-Sarts · Heppignies · Heverlee · Hoog-Itter · Houdeng-Goegnies · Jabbeke · Jemappes · Kortrijk-West · Kortrijk-Zuid · Leonardkruispunt · Loncin · Lummen · Machelen · Marcinelle · Marquain · Merelbeke · Moorsele · Neufchâteau · Ranst · Sint-Stevens-Woluwe · Strombeek-Bever · Thiméon · Ville-sur-Haine · Vottem · Wilrijk-Valaar · Zaventem · Zwijnaarde